# Nijo
Keizer Nijō (二条天皇, Nijō-tennō, 31 juli 1143 - 5 september 1165) was de 78e keizer van Japan, volgens de traditionele troonopvolging. Hij regeerde van 1158 tot 1165, maar had in die periode in praktijk maar weinig macht omdat zijn vader, Go-Shirakawa, doorregeerde als insei-keizer.
Nijō’s persoonlijke naam (imina) was Morihito-shinnō (守仁親王).. Hij was de oudste zoon van keizer Go-Shirakawa, en zelf vader van keizer Rokujo.
Tijdens Nijō’s zeven jaar durende regeerperiode kreeg hij onder andere te maken met de Heiji-opstand. In 1165 zag Nijō zich gedwongen af te treden daar hij zwaar ziek werd. Hij stierf niet veel later op 22-jarige leeftijd. Zijn regeerperiode omvatte in totaal de volgende periodes van de Japanse geschiedenis:
- Hōgen (1156-1159)
- Heiji (1159-1160)
- Eiryaku (1160-1161)
- Ōhō (1161-1163)
- Chōkan (1163-1165)
- Eiman (1165-1166)

* Regent Jingu staat niet op de traditionele lijst.